# AutoGyro MTOsport

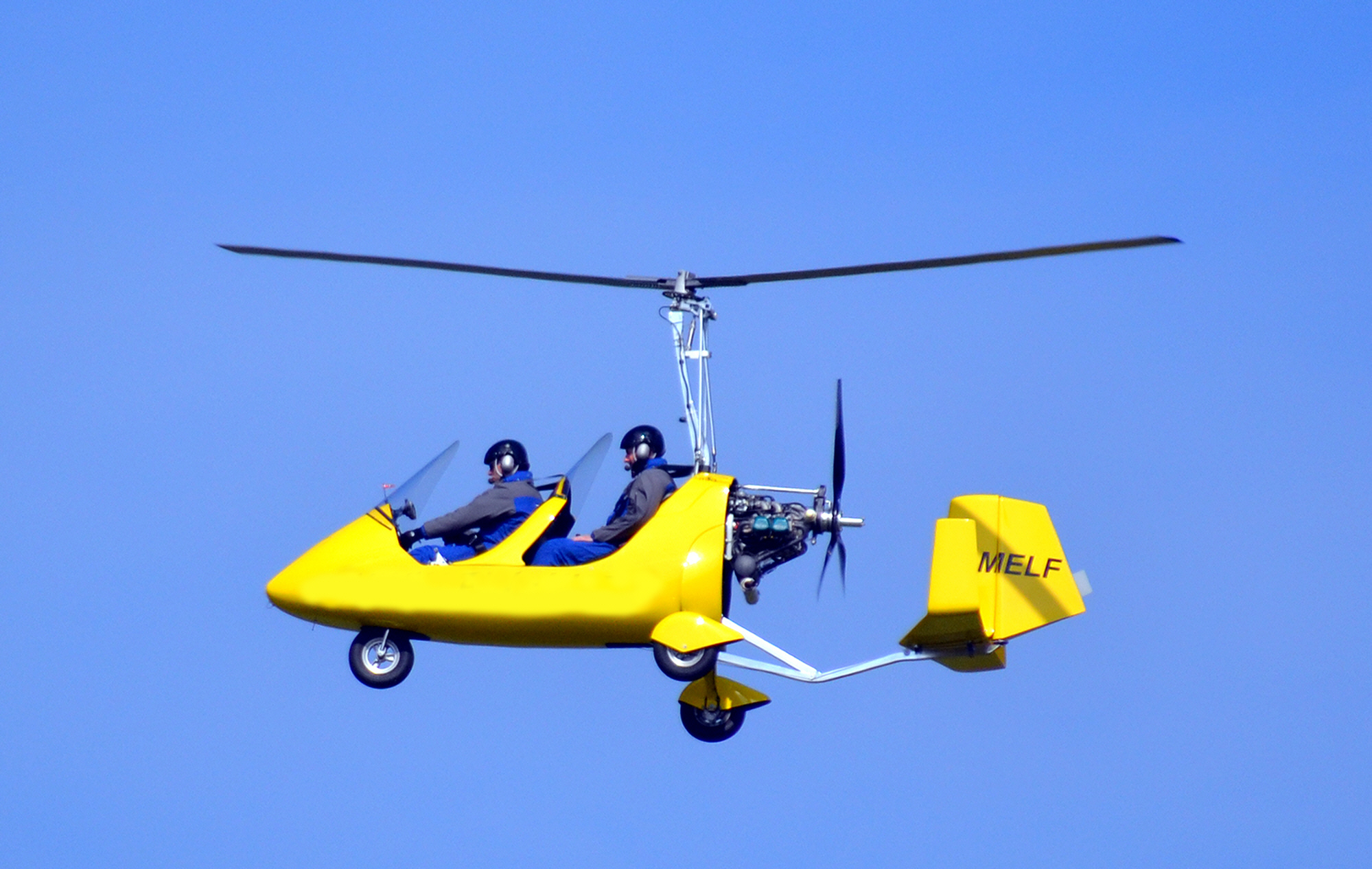
AutoGyro Europe MTOsport

AutoGyro MTOsport — автожир компанії AutoGyro з м. Гільдесгайма, Німеччина.
MTOsport являє собою подальший розвиток моделі свого попередника HTC MT-03 — першого зареєстрованого в Німеччині надлегкого автожира від фірми-виготівника HTC, від якої надалі походить компанія AutoGyro. Він належить до сімейства спортивних повітряних апаратів і являє собою двомісний авіаційний літальний пристрій з тандемним розташуванням. Максимальна злітна вага згідно з німецьким законодавством становить 450 кг. Аналогічно для MTOsport у Великій Британії дозволяється відповідний показник до 500 кг MTOW (Maximum Take-Off Weight).
Як усі автожири такого типу, MTOsport характеризується надзвичайно короткими відстанями (ESTOL) при зльоті (розбіг) та посадці (пробіг) та має стосовно попередньої моделі покращений діапазон швидкостей від 30 км /год (мінімальна швидкість для польоту) до 185 км/год VNE (Velocity never exceed).
Покращені робочі дані MTOsport є результатом аеродинамічної оптимізації попередньої моделі: завдяки невеликому нахилу вперед щогли несучого ґвинта та відповідному збільшенню хвостової частини, також поданої вперед, ніс корпусу цього літального апарата занижений меншим чином, ніж в попередньої моделі, і таким чином, практично залишається горизонтальним. Через цю порівняно незначну модифікацію повітряний опір (що є взагалі високим у автожира в порівнянні з літаками, які мають фіксовані крила) значно зменшується і дозволяє збільшити на 25 км/год максимальну швидкість. Ці модифікації також додають загальне поліпшення властивостей, таких як зниження турбулентності повітря, поліпшення характеристик вібрації і кращої стійкості при поривах вітру (яка у автожирів завдяки гіроскопічної стійкості ротора, як правило, є дуже високою).

## Технічні дані
MTOsport пропонується з двома різними двигунами Rotax: відповідно Rotax 912 ULS і Rotax 914 S (з турбонаддувом).
- Потужність: Rotax 912 ULS: 73,5 кВт (100 к.с.); Rotax 914 S: 84,5 кВт (115 к.с.)
- Чиста вага до: 243 кг
- Максимальна підіймальна вага: 450 (520) кг
- Максимальна швидкість (VNE): 185 км/год
- Крейсерська швидкість: 165 км/год
- Мінімальна швидкість: 30 км / год
- Швидкість підйому: 5 м/с
- Розбіг: від 10 до 70 м
- Пробіг: від 0 до 15 м
- Дальність польоту: 280–560 км
- Довжина: 5100 мм
- Ширина: 1900 мм
- Висота: 2750 мм
- Діаметр ротора: 8400 мм